# Margo Drakos
Margo Tatgenhorst Drakos ist eine US-amerikanische Cellistin und Unternehmerin.
Drakos trat bereits vierjährig in Werbesendungen des Rundfunks und Fernsehens auf.  Nach dem Besuch des Konservatoriums erlangte sie am Curtis Institute of Music Abschlüsse in den Fächern Cello und Komposition. Sie wirkte dann als Artist in Residence und Lehrerin für Cello und Kammermusik beim Aspen Music Festival und von 2002 bis 2008 an der Manhattan School of Music und tourte mit Musicians from Marlboro. Außerdem war sie Mitglied des American String Quartet, Erste Cellistin der San Diego Symphony und stellvertretende Konzertmeisterin der Pittsburgh Symphony. Sie spielte Aufnahmen bei Sony Classical, Naxos und Longhorn Records ein.
2007 gründete sie ihr erstes Start-up-Unternehmen InstantEncore.com, ein Webdienst für darstellende Kunst, der u. a. die ersten Live-Streamings von Veranstaltungen in der Carnegie Hall und im Sydney Opera House anbot. 2011 wurde sie Partnerin der SwitchCase Group, des Hauptinvestors ihres Unternehmens. Weiterhin war sie Gründerin und Präsidentin der AppBridge, einer Initiative des World Economic Forum und der Clinton Global Initiative zur Förderung der Bildung und Wirtschaft in Entwicklungsländern durch Mobile Apps. 2014 war sie Mitbegründerin des ArtistYear, einer Initiative des Franklin Project des Aspen Institute, das unterversorgten Gemeinden der USA ein Jahr lang Kunstunterricht finanziert. Von 2013 bis 2017 war sie Chief Technology Officer der McChrystal Group LLC und Chief Growth Officer des Software-Unternehmens CrossLead, Inc. Sie ist Vizepräsidentin für Unternehmensentwicklung von Morphlabs sowie Beirätin bei Perpetual Value Partners und der Compagnie Financiere Otto. Das Weltwirtschaftsforum nahm sie 2010 in die Community der Young Global Leaders auf.

## Weblink
- Website von Margo Drakos